# Peperomia jamaicana
Peperomia jamaicana är en pepparväxtart som beskrevs av Truman George Yuncker. Peperomia jamaicana ingår i släktet peperomior, och familjen pepparväxter. Inga underarter finns listade i Catalogue of Life.